# Выборы в Магаданскую областную думу (2025)
Выборы в Магаданскую областную Думу VIII созыва состоятся в Магаданской области 14 сентября 2025 года в единый день голосования. Решением Облизбиркома голосование проводиться  12, 13 и 14 сентября. 
7 июля Магаданоблизбирком приняла решение о применении КОИБ на 35 участках.
На 1 января 2025 года в Магаданской области зарегистрировано 95 726 избирателей, из которых 66 200 (61.2%) проживают в областном центре.

## Избирательная система
В Областную думу избирается 21 депутат по смешанной избирательной системе. 11 депутатов избираются по партийным спискам (пропорциональная система) для которых установлен 5%-й барьер, а распределение мест между списками происходило по методу Империали, модифицированным таким образом, чтобы каждый партийный список, преодолевший проходной барьер, получил как минимум один мандат. Оставшиеся 10 депутатов избираются по одномандатным округам (мажоритарная система), побеждает набравший большинство голосов. Срок полномочий — пять лет. На первом заседании один из депутатов будет избран в Совет Федерации сенатором, а его мандат будет передан следующему кандидату в списке, если тот кого направят в Совет Федерации будет из депутатов избранных в едином округе.

## Кандидаты

### Партийные списки
Для регистрации партиям, не освобожденным от сбора подписей избирателей для регистрации, необходимо сдать подписи 0,5% избирателей Магаданской области, а это всего-то 474 подписи. Из 24 оставшихся в России партий региональные отделения в Магаданской области имеют только 14. Выдвинули кандидатов только 5 думских партий.
Кроме думских партий была освобождена от необходимости собирать подписи для регистрации списка кандидатов ещё Партия Пенсионеров, но выдвигать кандидатов не стала.
| Номер в бюллетене | Партия | Партия                          | Общая часть списка                                   | Кандидатов в списке | Статус списка   |
| ----------------- | ------ | ------------------------------- | ---------------------------------------------------- | ------------------- | --------------- |
| 4                 |        | Единая Россия                   | Сергей Носов • Александр Басанский • Сергей Абрамов  | 58                  | Зарегистрирован |
| 3                 |        | ЛДПР                            | Леонид Слуцкий • Роман Исаев • Сергей Плотников      | 30                  | Зарегистрирован |
| 5                 |        | Справедливая Россия — За правду | Игорь Новиков • Олег Прикоки                         | 29                  | Зарегистрирован |
| 2                 |        | Новые люди                      | Кирилл Эттенко                                       | 29                  | Зарегистрирован |
| 1                 |        | КПРФ                            | Сергей Гончаренко • Игорь Дадашев • Марина Лисовцова | 25                  | Зарегистрирован |

### Одномандатные избирательные округа
Для регистрации кандидатов в одномандатных округах необходимо собрать 3% подписей зарегистрированных избирателей округа. Никто не участвовал самовыдвижением, подписи никто не собирал. Зарегистрировали всех, кроме одного, не представившего документов для регистрации.
| Партия | Партия                          | Число выдвинутых кандидатов | Число зарегистрированных кандидатов |
| ------ | ------------------------------- | --------------------------- | ----------------------------------- |
|        | Единая Россия                   | 10                          | 10                                  |
|        | КПРФ                            | 7                           | 7                                   |
|        | ЛДПР                            | 10                          | 10                                  |
|        | Справедливая Россия — За правду | 10                          | 10                                  |
| Всего  | Всего                           | 37                          | 37                                  |